# Maurice Sons
Mozes (Maurice) Sons (Amsterdam, 13 september 1857 – Londen, 28 september 1942) was een Nederlands violist grotendeels werkzaam in het verenigd Koninkrijk.
Hij was zoon van kantoormedewerker en diamantbewerker Joseph Mozes Sons en Heintje Mozes Stern.
Zijn eerste opleiding verkreeg hij van een oom, gevolgd door een zesjarige opleiding tussen (1866-1871) door  Benedictus Benedicts, vader van pianiste Sara Benedicts en muzikant in het Parkorkest. Al tijdens zijn opleiding trad hij in Amsterdam op met het Parkorkest van Willem Stumpff. Hij speelde ook toen al buiten de stad, zoals in Scheveningen.
Vanaf 1872 tot 1874 volgde een opleiding bij Henryk Wieniawski in Parijs en Jean-Baptiste Colyns aan het Brussels Conservatorium. Tot slot volgde hij nog twee jaar lessen bij Eduard Rappoldi in Dresden. Hij kreeg tijdens zijn studie financiële ondersteuning van koning Willem III der Nederlanden (pensionnaire); studies in Brussel en Dresden leverden hem eerste prijzen op.
Hij werd al snel docent van de muziekschool in Schaffhausen, alwaar hij ook dirigent werd. Van daaruit gaf hij diverse soloconcerten in Zwitserland. In 1885 vertrok hij naar Engeland, maakte er een lange concertreis, waarbij hij ook Glasgow aandeed, alwaar hij zich vestigde. Hij speelde en was concertmeester in het orkest van August Manns (Choral Union) en in 1893 nam hij de positie in van violist en concertmeester bij het Scottish Orchestra onder leiding van George Henschell. Dit werk combineerde hij vanaf 1890 met een strijktrio en strijkkwartet, dat zijn naam droeg, dat door heel Schotland kamermuziekavonden verzorgde en het geven van vioollessen in Glasgow en Edinburgh.
In het zomerseizoen begaf hij zich regelmatig in Londen, alwaar hij concertmeester was in concerten gegeven onder leiding van Hans Richter en Arthur Nikisch. Hij verhuisde er rond 1903 definitief naar toe. Hij was tussen 1903 en 1937 verbonden aan het Royal College of Music en was in die periode maar dan tot 1927 concertmeester van het Queen's Hall Orchestra.
In 1896 werd hij vereeuwigd door Lawrence Alma-Tadema.